# Campillos-Sierra
Campillos-Sierra é um município da Espanha, na província de Cuenca, comunidade autônoma de Castela-Mancha. Tem 38,03 km² de área e em 2021 tinha 32 habitantes (densidade: 0,8 hab./km²). Limita com os municípios de Cañete, Huerta del Marquesado, Tejadillos, Valdemorillo de la Sierra e Valdemoro-Sierra.